# Frédéric-Charles de Stolberg-Gedern
Frédéric-Charles, prince de Stolberg-Gedern (en allemand, Friedrich Karl Fürst zu Stolberg-Gedern) (né à Gedern le 11 octobre 1693 et y est mort le 28 septembre 1767), est un prince Souverain protestant du Saint-Empire romain germanique.

## Biographie
Il est le fils de Louis-Christian de Stolberg-Gedern (1652-1710) et de Christine de Mecklembourg-Güstrow (1663-1749).
Il épouse le 22 septembre 1719 Louise-Henriette de Nassau-Sarrebruck (1705-1766), dont il eut 3 enfants : 
- Gustave-Adolphe (1722-1757), prince de Stolberg-Gedern.
- Christian-Charles de Stolberg-Gedern (1725-1764), prince de Stolberg-Gedern.
- Caroline, princesse de Stolberg-Gedern, qui épouse le futur prince Christian-Albert de Hohenlohe-Langenbourg.